# 467

## Esdeveniments
- Divisió de l'imperi Gupta (Índia)
- 12 d'abril - Procopi Antemi esdevé emperador romà d'Occident.[1]